# 수중분만

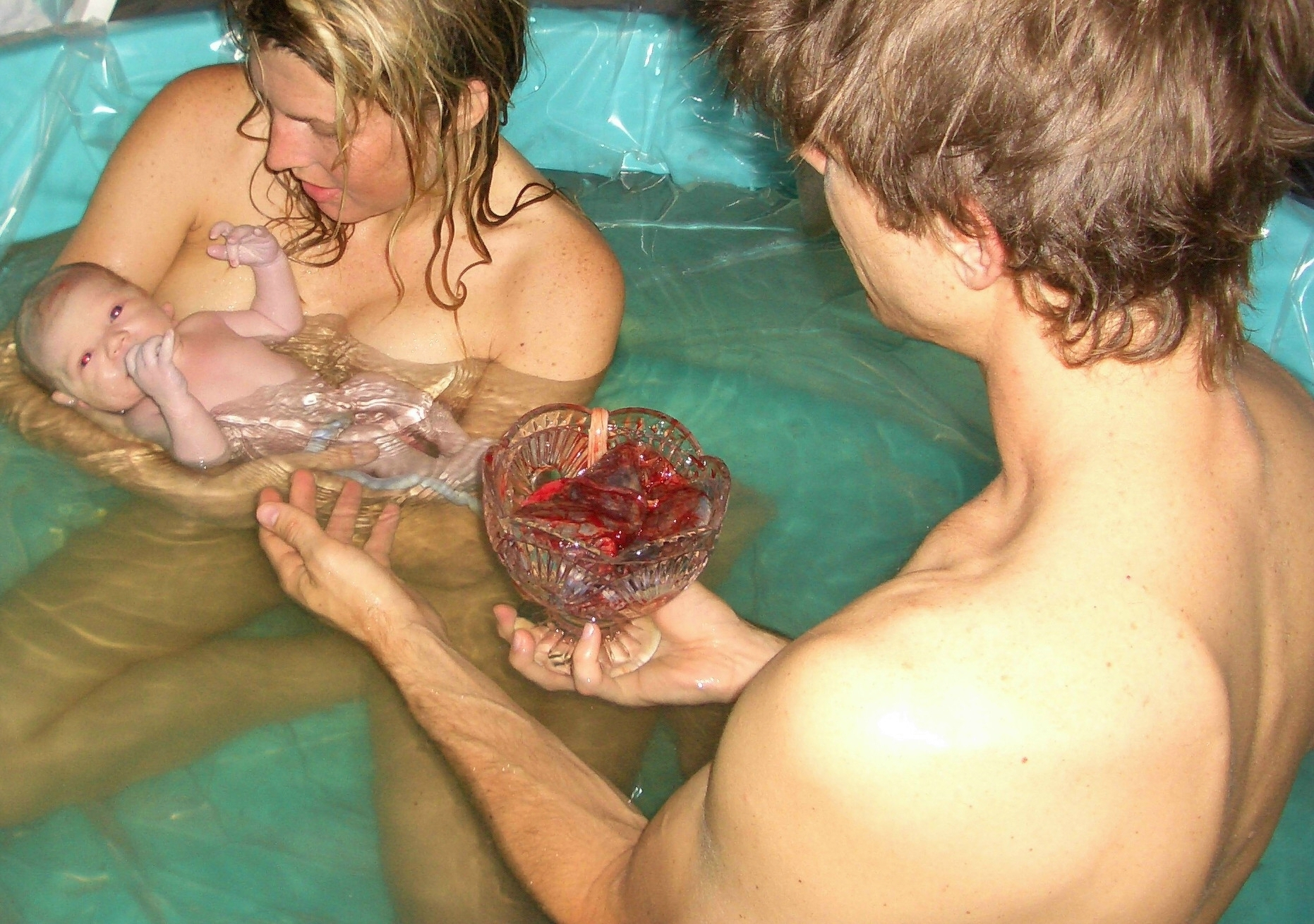
수중분만에 참여하는 엄마

수중분만(water birth)은 물에서 발생하는 분만이다. 미국 산부인과 학회에서는 안전성이 확인되지 않았기 때문에 물에서의 출산을 권장하지 않는다. 지지자들은 수중분만이 조산사가 주도하는 돌봄 모델을 촉진하는 더 편안하고 덜 고통스러운 경험을 가져온다고 믿는다. 비평가들은 수중분만의 안전성이 과학적으로 입증되지 않았으며 산모나 아이의 감염 증가, 유아 익사 가능성 등 신생아에게 다양한 부정적인 결과가 보고되었다고 주장한다. 분만 첫 단계의 물 침수에 대한 2018년 코크레인(Cochrane) 리뷰에서는 경막외마취제와 부작용이 거의 없다는 증거가 발견되었지만 수중분만에 관한 정보는 충분하지 않았다.